# N963 (België)
De N963 is een korte verbindingsweg tussen Treignes en Vireux-Molhain, nabij het Franse stadje Givet. Deze weg begint aan de N99 te Treignes en loopt verder, tot aan de staatsgrens, parallel met de Viroin. De route heeft een lengte van ruim 2 kilometer.